# NORAD Tracks Santa
NORAD Tracks Santa è un programma annuale di intrattenimento natalizio che viene organizzato sin dal 1955 dal North American Aerospace Defense Command (NORAD). Ogni anno, durante la vigilia di Natale, tale programma si propone di tracciare il percorso di Babbo Natale durante il viaggio intorno al mondo per portare i regali ai bambini, sin dalla sua partenza dal Polo Nord. Nel 2024 Babbo Natale ha consegnato esattamente 8.186.671.107 (circa 8,2 miliardi) di regali.
Il programma è fatto con lo stesso spirito che è nella tradizione sin dalla pubblicazione dell'editoriale del New York Sun Sì, Virginia, Babbo Natale esiste, del 1897.

## Origine e storia della tradizione

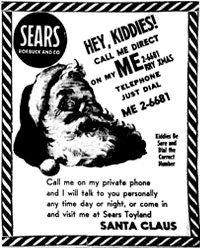
Il volantino pubblicato nel 1955 da Sears. È visibile il numero di telefono errato che diede origine al programma NORAD Tracks Santa.

Il programma iniziò il 24 dicembre 1955 grazie ad un errore commesso da un negozio Sears di Colorado Springs, che inserì un annuncio sul giornale locale Colorado Springs Gazette-Telegraph che presentava ai bambini la possibilità di telefonare a Babbo Natale, fornendo loro un numero da chiamare. Il numero di telefono che fu pubblicato, tuttavia, era errato e corrispondeva a quello del centro di comando della Continental Air Defense (CONAD) di Colorado Springs; il colonnello Harry Shoup, in servizio quella notte, quando cominciò a ricevere le prime chiamate e si rese conto dell'errore, decise di stare al gioco, dicendo loro di aver rilevato sui radar dei segnali che indicavano che Babbo Natale era in viaggio e chiedendo ai membri della propria squadra di fornire a ciascuno dei bambini che avessero chiamato la posizione attuale di Babbo Natale. In questo modo iniziò una tradizione che continuò nei decenni successivi, anche quando il CONAD divenne il NORAD.
Nel ventunesimo secolo il programma è reso possibile dal lavoro di volontari, sia militari sia civili, ciascuno dei quali gestisce circa quaranta chiamate ogni ora, per un totale di oltre 70000 telefonate e 12000 e-mail da oltre duecento tra nazioni e territori; nel 2012 le chiamate sono state 111000. La maggior parte di queste avviene durante le 25 ore che vanno dalle due del mattino del 24 dicembre alle 3 del mattino del 25 UTC-7. Da dicembre 2007 l'uso di Google Analytics per analizzare il traffico sul sito del programma ha permesso di programmare il reclutamento di volontari e la raccolta dei computer e dell'equipaggiamento telefonico necessari per la realizzazione del programma. Alla fine del 2012 il programma NORAD Tracks Santa aveva 104000 follower su Twitter e oltre un milione di appassionati sulla pagina ufficiale Facebook.
Secondo Gerry Bowler, professore di storia dell'Università di Manitoba, il programma NORAD Tracks Santa rappresenta una delle poche aggiunte moderne alla tradizione di Babbo Natale, prendendo un elemento classico, il viaggio intorno al mondo della Vigilia di Natale, e osservandolo attraverso la tecnologia moderna, portando la mitologia nell'era contemporanea.

## Sito internet e altri media
Il programma NORAD Tracks Santa si è sempre servito di una grande varietà di mezzi di comunicazione di massa. Dagli anni '50 al 1996 furono utilizzati principalmente il telefono, i giornali, la radio, i dischi in vinile e la televisione; in particolare molte emittenti nordamericane hanno trattato il programma all'interno delle previsioni del tempo durante la vigilia di Natale. Dal 1997 fu pubblicizzato in particolar modo tramite internet, soprattutto tramite social media e telefoni cellulari. L'impaginazione del sito web relativo al programma è cambiata numerose volte negli anni, in correlazione all'evoluzione della tecnologia di internet e in relazione agli sponsor dei vari anni.
Tra il 2007 e il 2009, alle persone che visitarono il sito del programma NORAD Tracks Santa fu detto che avrebbero potuto seguire il percorso di Babbo Natale in 3D utilizzando Google Earth. Furono forniti un collegamento per scaricare l'applicazione e un file KMZ; invece, dal 2009 al 2011, il tracciamento fu realizzato direttamente sul sito ufficiale, senza il coinvolgimento del software Google. Nel 2011 fu introdotta un'applicazione per iOS e sistemi operativi Android che forniva aggiornamenti e includeva un gioco simile ad Angry Birds.
Dal 1º gennaio al 30 novembre, all'accesso al sito ufficiale, si trova un messaggio che chiede di tornare il 1º dicembre per tracciare Babbo Natale con il NORAD. In dicembre, invece, il sito è completamente accessibile e navigabile. Durante la Vigilia di Natale la pagina dei filmati viene generalmente aggiornata ogni ora, quando passa la mezzanotte in ciascun fuso orario, mostrando immagini in CGI di Babbo Natale che vola in panorami famosi, destinati a cambiare ogni anno. Nel 2007, 2008 e 2009 i filmati pubblicati sono stati rispettivamente 24, 26 e 29.

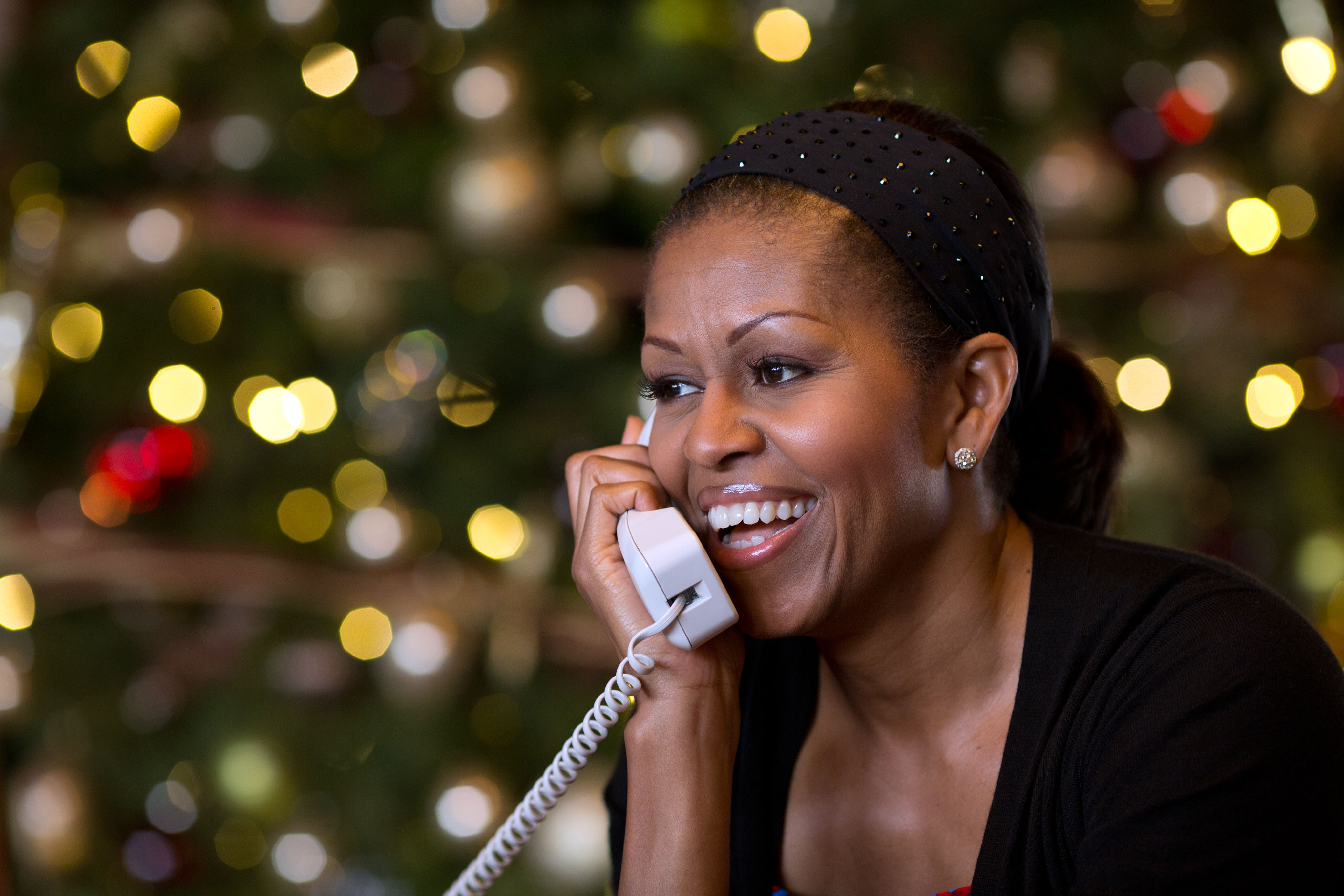
Michelle Obama risponde alle chiamate dei bambini durante la Vigilia di Natale del 2012.

Fino al 2011 tali filmati erano accompagnati da una voce, classicamente di un volontario del NORAD, che riportava alcune notizie sulle città o sui paesi rappresentati. Tra le voci spesso vi sono state quelle di alcune celebrità: il passaggio sopra Londra, ad esempio, è stato commentato nel 2003 e nel 2004 dall'ex Beatle Ringo Starr e dal 2005 al 2007 dal presentatore televisivo Jonathan Ross. Nel 2002 fu Aaron Carter a fornire la voce per la realizzazione di tre filmati. La first lady Michelle Obama, invece, ha partecipato nel 2011 e nel 2012 rispondendo alle chiamate telefoniche. Dal 2023 è disponibile l'integrazione con Bing Chat

## Sponsorizzazioni e pubblicità
Il programma è finanziato mediante sponsorizzazioni senza sussidi governativi statunitensi e canadesi.
La promozione dell'evento è garantita dal Northeast Air Defense Sector della Guardia Nazionale Aerea dello Stato di New York e dal Navy Information Bureau della Riserva Navale a Fort Carson, in Colorado. Altre agenzie federali statunitensi, quali NASA e NOAA, nonché le Canadian Armed Forces, partecipano alla pubblicizzazione.